# GSC8911-3392
GSC8911-3392 — хімічно пекулярна зоря спектрального класу B9, що має видиму зоряну величину в смузі V приблизно  7,2.

## Пекулярний хімічний склад
Зоряна атмосфера GSC8911-3392 має підвищений вміст 
Mn
.